# Eleição municipal de São Pedro da Aldeia em 2020
A eleição municipal da cidade brasileira de São Pedro da Aldeia em 2020 ocorreu no dia 15 de novembro de 2020, como parte do conjunto de eleições municipais no Brasil que ocorreram no mesmo ano. Na ocasião, foram eleitos um prefeito, vice-prefeito e 10 vereadores para a Câmara Municipal da cidade.
A campanha eleitoral contou com a participação de 9 candidatos a prefeito. O prefeito em exercício, Cláudio Chumbinho, do MDB, foi reeleito em 2016, e por estar em seu segundo mandato, esteve inapto a disputar uma nova reeleição. O primeiro turno foi realizado em 15 de novembro de 2020. Fábio do Pastel, candidato pelo PODE, foi eleito com 15.399 votos (34,55% dos votos válidos), seguido de Bia de Guga, do MDB, que obteve 10.461 votos (23,47%).
Na Câmara dos Vereadores, 295 candidatos concorreram ao pleito e 10 foram eleitos. Dentre os vereadores eleitos, 2 foram reeleitos. O Solidariedade foi o partido que conquistou o maior número de assentos, com 3 eleitos. Mislene de André foi a candidata mais votada, recebendo 1.394 votos (3,28% dos votos válidos). Os candidatos eleitos tomaram posse na Prefeitura de São Pedro da Aldeia em 1 de janeiro de 2021 para exercerem um mandato de quatro anos.

## Pandemia de COVID-19
As eleições municipais de 2020 foram marcadas pela pandemia de COVID-19 no Brasil. O Tribunal Superior Eleitoral (TSE) autorizou os partidos a realizarem as convenções para escolha de candidatos aos escrutínios por meio de plataformas digitais de transmissão, para evitar aglomerações que possam proliferar o coronavírus.
Originalmente, as eleições ocorreriam em 4 de outubro (primeiro turno) e 25 de outubro (segundo turno, caso necessário), porém, com o agravamento da pandemia de COVID-19, as datas foram modificadas pelo Congresso Nacional para 15 de novembro e 29 de novembro.

## Candidatos à prefeitura
| Nº      | Prefeito(a) | Prefeito(a)              | Prefeito(a)   | Prefeito(a)                                            | Vice-prefeito(a) | Vice-prefeito(a) | Vice-prefeito(a)      | Vice-prefeito(a) | Vice-prefeito(a)                                           | Coligação                                                                 | Ref.  |
| Nº      | Candidato   | Candidato                | Partido       | Cargos relevantes                                      | Candidato(a)     | Candidato(a)     | Candidato(a)          | Partido          | Cargos relevantes                                          | Coligação                                                                 | Ref.  |
| ------- | ----------- | ------------------------ | ------------- | ------------------------------------------------------ | ---------------- | ---------------- | --------------------- | ---------------- | ---------------------------------------------------------- | ------------------------------------------------------------------------- | ----- |
| 11      |             | Dr. Stefano              | PP            | - Advogado                                             |                  |                  | Zezinho Lima          | Republicanos     | - Contador                                                 | Com a Força do Povo Pra Seguir Avançando PP PSC PCdoB PT Republicanos DEM | [ 5 ] |
| 15      |             | Bia de Guga              | MDB           | - Vereadora de São Pedro da Aldeia (2017–2020)         |                  |                  | Otávio Rascão         | PDT              | - Comerciante                                              | Compromisso com Coragem Para Mudar PTC PROS PDT PTB MDB Cidadania Avante  | [ 5 ] |
| 19      |             | Fábio do Pastel          | PODE          | - Empresário                                           |                  |                  | Dr. Júlio Queiroz     | PSDB             | - Odontólogo                                               | É Agora Aldeense PSDB PV PODE                                             | [ 5 ] |
| 27      |             | João Alexandre           | DC            | - Policial Militar                                     |                  |                  | Michelle de Joel      | PMN              | - Técnica de Enfermagem e Assemelhados (exceto Enfermeiro) | Renova São Pedro da Aldeia DC PMN                                         | [ 5 ] |
| 28      |             | Valter Vasconcelos       | PRTB          | - Enfermeiro                                           |                  |                  | Gilberto Pinheiro     | PRTB             | - Empresário                                               | Sem coligação                                                             | [ 5 ] |
| 50      |             | Renato Reis              | PSOL          | - Professor de Ensino Médio                            |                  |                  | Professor Diogo Souza | PSOL             | - Professor de Ensino Médio                                | Sem coligação                                                             | [ 5 ] |
| 51      |             | Comandante Paulo Roberto | Patriota      | - Marinheiro Civil, Canoeiro, Embarcado e Assemelhados |                  |                  | Professora Rosangela  | Patriota         | - Professora de Ensino Fundamental                         | Sem coligação                                                             | [ 5 ] |
| 55      |             | Paulo Santana            | PSD           | - Membro das Forças Armadas                            |                  |                  | Volmar Madruga        | PSD              | - Militar Reformado                                        | Sem coligação                                                             | [ 5 ] |
| 77      |             | Bruno Costa              | Solidariedade | - Vereador de São Pedro da Aldeia (2017–2020)          |                  |                  | Elizangela Lobo       | PMB              | - Empresária                                               | Por Amor a São Pedro PL PMB Solidariedade                                 | [ 5 ] |
| Fontes: |             |                          |               |                                                        |                  |                  |                       |                  |                                                            |                                                                           |       |

## Candidatos à vereança
A tabela a seguir apresenta o número de candidaturas em cada partido e federação, estando agrupados a partir de coligações na disputa do poder executivo. Ressalte-se que, desde a promulgação da Emenda Constitucional nº 97/2017, a coligação em eleições proporcionais não existe mais no Brasil, sendo demonstrada a coligação majoritária apenas a título de visualização agrupada.
| Coligação ao executivo                                   | Partido ou federação | Partido ou federação | Candidatos |
| -------------------------------------------------------- | -------------------- | -------------------- | ---------- |
| Compromisso com Coragem para Mudar (99 candidatos)       |                      | MDB                  | 15         |
| Compromisso com Coragem para Mudar (99 candidatos)       |                      | Cidadania            | 15         |
| Compromisso com Coragem para Mudar (99 candidatos)       |                      | PDT                  | 15         |
| Compromisso com Coragem para Mudar (99 candidatos)       |                      | PROS                 | 15         |
| Compromisso com Coragem para Mudar (99 candidatos)       |                      | PTC                  | 14         |
| Compromisso com Coragem para Mudar (99 candidatos)       |                      | PTB                  | 14         |
| Compromisso com Coragem para Mudar (99 candidatos)       |                      | Avante               | 11         |
| Com a Força do Povo pra Seguir Avançando (70 candidatos) |                      | PCdoB                | 15         |
| Com a Força do Povo pra Seguir Avançando (70 candidatos) |                      | PP                   | 15         |
| Com a Força do Povo pra Seguir Avançando (70 candidatos) |                      | Republicanos         | 15         |
| Com a Força do Povo pra Seguir Avançando (70 candidatos) |                      | DEM                  | 13         |
| Com a Força do Povo pra Seguir Avançando (70 candidatos) |                      | PSC                  | 10         |
| Com a Força do Povo pra Seguir Avançando (70 candidatos) |                      | PT                   | 2          |
| É Agora Aldeense (42 candidatos)                         |                      | PV                   | 15         |
| É Agora Aldeense (42 candidatos)                         |                      | PSDB                 | 14         |
| É Agora Aldeense (42 candidatos)                         |                      | PODE                 | 13         |
| Por Amor a São Pedro (34 candidatos)                     |                      | Solidariedade        | 15         |
| Por Amor a São Pedro (34 candidatos)                     |                      | PL                   | 13         |
| Por Amor a São Pedro (34 candidatos)                     |                      | PMB                  | 6          |
| Renova São Pedro da Aldeia (17 candidatos)               |                      | DC                   | 10         |
| Renova São Pedro da Aldeia (17 candidatos)               |                      | PMN                  | 7          |
| Sem coligação                                            |                      | Patriota             | 14         |
| Sem coligação                                            |                      | PSD                  | 14         |
| Sem coligação                                            |                      | PRTB                 | 5          |
| Sem coligação                                            |                      | PSOL                 | 1          |
| Fontes:                                                  |                      |                      |            |

## Resultados da eleição

### Prefeito
| Candidato(a) a prefeito  | Candidato(a) a prefeito             | Candidato(a) a vice-prefeito    | Primeiro turno 15 de novembro de 2020 | Primeiro turno 15 de novembro de 2020 |
| Candidato(a) a prefeito  | Candidato(a) a prefeito             | Candidato(a) a vice-prefeito    | Total                                 | Percentagem                           |
| ------------------------ | ----------------------------------- | ------------------------------- | ------------------------------------- | ------------------------------------- |
|                          | Fábio do Pastel (PODE)              | Dr. Júlio Queiroz (PSDB)        | 15.399                                | 34,55%                                |
|                          | Bia de Guga (MDB)                   | Otávio Rascão (PDT)             | 10.461                                | 23,47%                                |
|                          | Dr. Stefano (PP)                    | Zezinho Lima (Republicanos)     | 9.424                                 | 21,14%                                |
|                          | Paulo Santana (PSD)                 | Volmar Madruga (PSD)            | 5.286                                 | 11,86%                                |
|                          | Bruno Costa (Solidariedade)         | Elizangela Lobo (PMB)           | 2.453                                 | 5,5%                                  |
|                          | Renato Reis (PSOL)                  | Professor Diogo Souza (PSOL)    | 678                                   | 1,52%                                 |
|                          | Comandante Paulo Roberto (Patriota) | Professora Rosangela (Patriota) | 401                                   | 0,9%                                  |
|                          | João Alexandre (DC)                 | Michelle de Joel (PMN)          | 346                                   | 0,78%                                 |
|                          | Valter Vasconcelos (PRTB)           | Gilberto Pinheiro (PRTB)        | 123                                   | 0,28%                                 |
| Total de votos válidos   | Total de votos válidos              | Total de votos válidos          | 44.571                                | 44.571                                |
| Votos apurados           |                                     |                                 |                                       |                                       |
| Votos válidos            | Votos válidos                       | Votos válidos                   | 44.571                                | 91,07%                                |
| Votos em branco          | Votos em branco                     | Votos em branco                 | 1.685                                 | 3,44%                                 |
| Votos nulos              | Votos nulos                         | Votos nulos                     | 2.687                                 | 5,49%                                 |
| Total de votos apurados  | Total de votos apurados             | Total de votos apurados         | 48.943                                | 48.943                                |
| Eleitores                |                                     |                                 |                                       |                                       |
| Comparecimentos          | Comparecimentos                     | Comparecimentos                 | 48.943                                | 73,84%                                |
| Abstenções               | Abstenções                          | Abstenções                      | 17.343                                | 26,16%                                |
| Total de eleitores aptos | Total de eleitores aptos            | Total de eleitores aptos        | 66.286                                | 66.286                                |
| Total de seções: 230     |                                     |                                 |                                       |                                       |
| Fontes:                  |                                     |                                 |                                       |                                       |

### Composição da Câmara Municipal
|                          |                          |                 |                 |          |    |
| Nº                       | Partido                  | Votos populares | Votos populares | Assentos | ±  |
| Nº                       | Partido                  | Votos           | %               | Assentos | ±  |
| 77                       | Solidariedade            | 7.376           | 16,61%          | 3        | 3  |
| 22                       | PL                       | 4.090           | 9,21%           | 1        | 1  |
| 23                       | Cidadania                | 3.843           | 8,65%           | 1        | 1  |
| 11                       | PP                       | 3.775           | 8,5%            | 1        | 1  |
| 10                       | Republicanos             | 3.720           | 8,38%           | 1        | 1  |
| 90                       | PROS                     | 3.590           | 8,08%           | 1        | 1  |
| 12                       | PDT                      | 2.668           | 6,01%           | 1        | 1  |
| 19                       | PODE                     | 2.446           | 5,51%           | 1        | 1  |
| 25                       | DEM                      | 2.169           | 4,88%           | 0        | -  |
| 55                       | PSD                      | 2.095           | 4,72%           | 0        | -  |
| 15                       | MDB                      | 1.579           | 3,56%           | 0        | -  |
| 14                       | PTB                      | 1.243           | 2,8%            | 0        | 1  |
| 43                       | PV                       | 1.188           | 2,67%           | 0        | 1  |
| 45                       | PSDB                     | 813             | 1,83%           | 0        | -  |
| 65                       | PCdoB                    | 643             | 1,45%           | 0        | -  |
| 36                       | PTC                      | 638             | 1,44%           | 0        | -  |
| 51                       | Patriota                 | 614             | 1,38%           | 0        | -  |
| 70                       | Avante                   | 575             | 1,29%           | 0        | -  |
| 20                       | PSC                      | 478             | 1,08%           | 0        | -  |
| 27                       | DC                       | 232             | 0,52%           | 0        | -  |
| 35                       | PMB                      | 208             | 0,47%           | 0        | -  |
| 13                       | PT                       | 147             | 0,33%           | 0        | -  |
| 28                       | PRTB                     | 144             | 0,32%           | 0        | -  |
| 33                       | PMN                      | 141             | 0,32%           | 0        | -  |
| Total de votos válidos   | Total de votos válidos   | 44.415          | 44.415          | 10       | 10 |
| Votos apurados           |                          |                 |                 | 10       | 10 |
| Total de votos válidos   | Total de votos válidos   | 44.415          | 90,75%          | 10       | 10 |
| Votos em branco          | Votos em branco          | 1.657           | 3,39%           | 10       | 10 |
| Votos nulos              | Votos nulos              | 1.785           | 3,65%           | 10       | 10 |
| Total de votos apurados  | Total de votos apurados  | 48.943          | 48.943          | 10       | 10 |
| Eleitores                |                          |                 |                 | 10       | 10 |
| Comparecimentos          | Comparecimentos          | 48.943          | 73,84%          | 10       | 10 |
| Abstenções               | Abstenções               | 17.343          | 26,16%          | 10       | 10 |
| Total de eleitores aptos | Total de eleitores aptos | 66.286          | 66.286          | 10       | 10 |
| Fontes:                  |                          |                 |                 |          |    |

### Vereadores eleitos
| Candidato(a) | Candidato(a)            | Partido       | Votos | Votos       | Cidade de origem    | Unidade federativa/País |
| Candidato(a) | Candidato(a)            | Partido       | Total | Percentagem | Cidade de origem    | Unidade federativa/País |
| ------------ | ----------------------- | ------------- | ----- | ----------- | ------------------- | ----------------------- |
|              | Mislene de André        | Solidariedade | 1.394 | 3,28%       | Rio de Janeiro      | Rio de Janeiro          |
|              | Chiquinho de Dona Chica | PP            | 1.062 | 2,5%        | São Pedro da Aldeia | Rio de Janeiro          |
|              | Marcio Soares           | PDT           | 1.038 | 2,44%       | São Pedro da Aldeia | Rio de Janeiro          |
|              | Fernando Mistura        | Republicanos  | 931   | 2,19%       | Cabo Frio           | Rio de Janeiro          |
|              | Chimbiu                 | Solidariedade | 901   | 2,12%       | Cabo Frio           | Rio de Janeiro          |
|              | Denilson                | Solidariedade | 884   | 2,08%       | São Pedro da Aldeia | Rio de Janeiro          |
|              | Vitinho de Zé Maia      | PL            | 858   | 2,02%       | Cabo Frio           | Rio de Janeiro          |
|              | Franklin da Escolinha   | Cidadania     | 611   | 1,44%       | Rio de Janeiro      | Rio de Janeiro          |
|              | Mica                    | PROS          | 607   | 1,43%       | São Pedro da Aldeia | Rio de Janeiro          |
|              | Professor Jean Pierre   | PODE          | 461   | 1,09%       | Rio de Janeiro      | Rio de Janeiro          |
| Fontes:      |                         |               |       |             |                     |                         |